# Sven Tönnies
Sven Edmar Tönnies (* 1946 in Hamburg) ist ein deutscher Psychologe und Professor an der Universität Hamburg.

## Leben
Sven Tönnies studierte Psychologie, Pädagogik und Soziologie in Hamburg und wurde promoviert sowie habilitiert.
Er ist mit Ursula Behrens-Tönnies verheiratet und Vater dreier Kinder.

## Werdegang
- Von 1967 bis 1972 Studium der Psychologie, Pädagogik und Soziologie in Hamburg
- ab 1972 Mitarbeiter am Lehrstuhl für Klinische Psychologie und Pädagogik von Reinhard Tausch, ebendort
- von 1973 bis 1977 zusätzlich wissenschaftlicher Mitarbeiter an der Klinik Höhenried (Rehabilitationszentrum für Kardiologie und Psychosomatik) in Bernried
- 1977 Weiterbildungsaufenthalt bei Carl Rogers an der University of California, San Diego (UCSD)
- 1994 Vertretungsprofessur für Klinische Psychologie und Psychotherapie an der Freien Universität Berlin
- 1994 beratender Mitarbeiter an der Medizinisch-Psychosomatischen Klinik Bad Bramstedt
- 1997 Gastprofessur an der Kazan State University in Tatarstan (vom DAAD unterstützt)
- 1998 Gastprofessur an der Kazan State Medical University in Tatarstan (vom DAAD unterstützt)
- 1998 Gastdozentur an der Kazan State Medical academy for postdegee education in Tatarstan (vom DAAD unterstützt)
- 1999 Lehrstuhlvertretung für Interventionsmethoden an der Humboldt-Universität zu Berlin
- 2003 Gastprofessur an der Moscow State Regional University in Russland (vom DAAD unterstützt)
- 2005 Gastdozenturen an den Universitäten Kiew und Lwiw in der Ukraine
- 2008 Gastdozentur an der Psychiatrischen Klinik der Universität Iwano-Frankiwsk (Einladung des Ministeriums für Gesundheitswesen der Ukraine)
- von 2008 bis 2011 Übernahme der kommissarischen Leitung des Arbeitsbereichs Klinische Psychologie und Psychotherapie am Fachbereich Psychologie
- seit Dezember 2011 im Ruhestand
- bis 2014 Leitung des Drittmittelprojekts „Raucherentwöhnungsstudie zum Vergleich der Wirkung von Verhaltenstherapie und Hypnotherapie“ (Deutsche Krebshilfe)
- Wissenschaftlicher Beirat für Psychologie im Asanger Verlag
- Vizepräsident der Deutschen Gesellschaft für Gesundheitsvorsorge (DGG e.V.)

## Arbeitsschwerpunkte
Tönnies unterrichtete hauptsächlich klinische Psychologie und Interventionsmethoden (Gesprächspsychotherapie, kognitive Therapien). Daneben auch mentales Training und Entspannungsverfahren, affektive Störungen, somatoforme und psychophysiologische Störungen sowie Forschungsmethoden. Er leitete die Kontakt- und Beratungsstelle Ohrwurm (für Tinnitus u. andere Hörstörungen) am Fachbereich Psychologie. Seine Forschungsschwerpunkte umfassen klinische Diagnostik, psychosomatische Störungen, Rehabilitation von Hörstörungen sowie die Bedeutung der Kognitionen in der Psychotherapie und Gesundheitspsychologie.

## Schriften (Auswahl)
- Menschen positiv begegnen - und die Gesellschaft zusammenhalten, 2025, Kindle Edition, ISBN 979-8-31308-627-9.
- Täuschung in der Wissenschaft. Der Fall des Psychologen Erdman, Kröning 2018, Verlag Asanger, ISBN 978-3-89334-624-0.
- Leben mit Ohrgeräuschen. Selbsthilfe bei Tinnitus, 15. Auflage, Kröning 2018, Verlag Asanger, ISBN 978-3-89334-369-0.
- Mentales Training für die seelisch-geistige Fitness, 7. Auflage, Kröning 2014, Verlag Asanger, ISBN 3-89334-469-1.
- Gesundheit, Wellness, Fitness. Ein Hometrainer zur Krankheitsprävention, Kröning 2013, Verlag Asanger, ISBN 978-3-89334-560-1 (mit Tönnies, T.).
- Russische Episoden - „Go East“ mit dem DAAD. Kröning 2008, Verlag Asanger, ISBN 978-3-89334-495-6.
- Entspannung, Suggestion, Hypnose. Praxisanleitungen zur Selbsthilfe und Therapie. 3. Auflage, Kröning, 2008, Verlag Asanger, ISBN 3-89334-393-8.
- Schwerhörigkeit, Tinnitus, Schwindel - aus der Erfahrung von Betroffenen. Kröning, 2003, Verlag Asanger, ISBN 3-89334-410-1 (Hrsg., mit Dickerhof, K.)
- Hamburger Kognitionsinventar (HAKI), Weinheim 1997, Verlag Beltz Test, Best.-Nr. 04 222 02.
- Skalen zur psychischen Gesundheit (SPG). Göttingen, 1996, Hogrefe Testzentrale, ISBN 3-89334-300-8 (mit Plöhn, S. u. Krippendorf, U.).
- Selbstkommunikation. Empirische Befunde zu Diagnostik und Therapie, Heidelberg 1994, Verlag Asanger, ISBN 3-89334-268-0.
- Wahrnehmung des Verhaltens von Eltern und Lehrern und Zusammenhang mit Merkmalen der seelischen Gesundheit (Dissertation) Hamburg 1977.